# Santi
Santi is een bestuurslaag in het regentschap Bima van de provincie West-Nusa Tenggara, Indonesië. Santi telt 2146 inwoners (volkstelling 2010).